# Integral Coach Factory
Integral Coach Factory (ICF) ist der größte indische Hersteller von Personen- und Triebwagen. Die Firma ist Teil der Indian Railways. Die Firma Schweizerische Wagons- und Aufzügefabrik AG Schlieren-Zürich lieferte die Technik für die ersten Wagen.

## Produktion
Bis 2015 wurden insgesamt mehr als 50.000 Wagen gebaut, seit 1970 auch für den Export, z. B. nach Afrika.

## Kooperationen

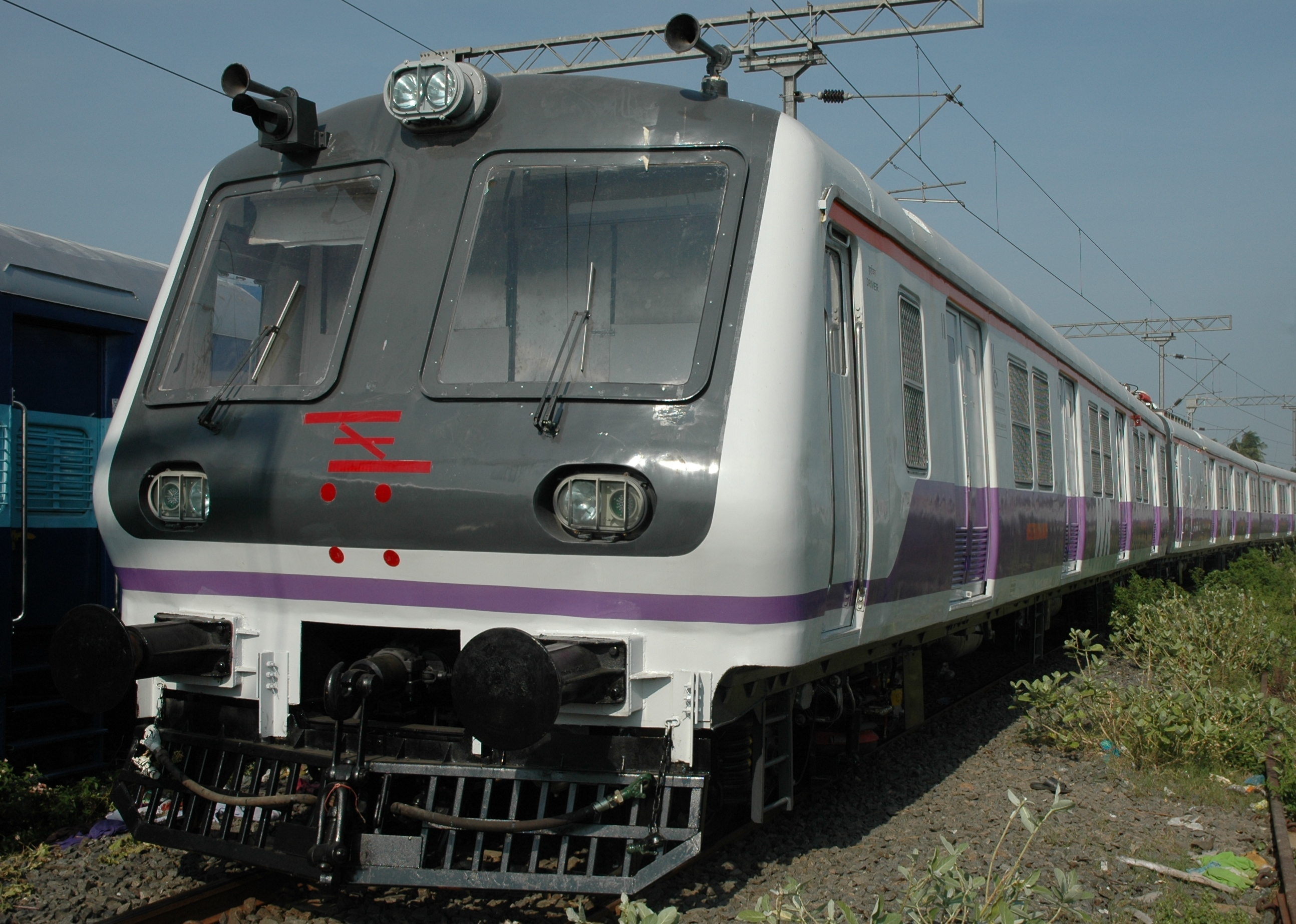
S-Bahn Mumbai

- Bombardier hat Antriebe und elektronische Steuerungen für Triebwagen geliefert[3].
- Die S-Bahn Mumbai (Mumbai Suburban Railway) wurde in Zusammenarbeit mit Siemens und ABB gebaut[4].